# Francesco I Manfredi
Francesco I Manfredi (??? - mort le 29 mai 1343 à Faenza) est un  condottiere italien du XIVe siècle, premier de la famille Manfredi à devenir seigneur de Faenza en Émilie-Romagne.

## Biographie
Francesco I Manfredi est le fils de d’Alberghetto Manfredi (mort en 1275 à Imola), un des dirigeants Guelfe de Romagne.
À la mort de son père il hérita des domaines de Brisighella, Quarneto et Baccagnano, puis obtient plusieurs autres petites seigneuries.
En 1285 il est l'un des assassins de ses cousins Alberghetto et Manfredo lors du banquet donné par Alberico Manfredi en leur honneur.
En 1310 il obtient du pape Clément V l'autorisation de reconstruire les châteaux de Brisighella et de Baccagnano appartenant auparavant à des ennemis des États pontificaux.
Il est nommé capitaine du peuple de Faenza le 4 janvier 1313 et d’Imola le 9 novembre 1314.
La même année il fait construire le château de Granarolo.
Après s'être révolté contre l'Église, il réussit à devenir seigneur absolu de ces deux villes en 1319 mais est destitué 1327 par son fils Albergheto I Manfredi qui prend la ville avec l'aide des da Polenta de Ravenne et des Ordelaffi de Forlì. Quelques mois plus tard Albergheto perd la ville au profit des États pontificaux et est exécuté à Bologne.
Francesco et ses fils restant, Riccardo et Tino, rentrent à Faenza mais il n'exerce plus de charge particulière jusqu'en août 1340, date à laquelle il réussit à reprendre le pouvoir à Faenza à la suite de la mort de Riccardo, nommé quelques années auparavant gouverneur de la cité, et à le conserver jusqu’en 1341 établissant alors la suprématie de la famille Manfredi sur la ville de façon pratiquement ininterrompue jusqu’en 1503.
Il épouse Rengarda Malatesta de la famille Malatesta, seigneurs de Rimini, et a neuf enfants dont Alberghetto et Riccardo qui ont régné sur Faenza.
Francesco I Manfredi est mort à Faenza le 29 mai 1343.

## Sources
- (ca) Cet article est partiellement ou en totalité issu de l’article de Wikipédia en catalan intitulé « Francesc I Manfredi » (voir la liste des auteurs).

- (it) Cet article est partiellement ou en totalité issu de l’article de Wikipédia en italien intitulé « Francesco I Manfredi » (voir la liste des auteurs).